# أماني فؤاد
أماني فؤاد، أستاذ نقد أدبي حديث بأكاديمية الفنون بالهرم – معهد النقد الفني، وكاتبة مقال رأي بجريدة المصري اليوم.

## المؤهلات العلمية
- ليسانس لغة عربية تربوي – كلية البنات – جامعة عين شمس بتقدير جيد جداً مع مرتبة الشرف.
- ليسانس لغة عربية عام – كلية البنات – جامعة عين شمس بتقدير جيداً جداً، تم تحويله إلى جيد بعد معادلة سنوات عام مع تربوى.
- ماجستير في النقد والبلاغة بتقدير «امتياز» بعنوان الإبداع الأدبي في تراث أبي حيان التوحيدي عام 2000، طبعت بالمجلس الأعلى للثقافة عام 2008.
- دكتوراه في النقد والبلاغة مع مرتبة الشرف الأولى بعنوان «المجاوزة في تيار الحداثة بمصر بعد السبعينيات» 2006، طبعت بالمجلس الأعلى للثقافة في نفس العام.
- التخصص الأدبي لغة عربية – بلاغة ونقد.

## كتب ومؤلفات
- المرأة ميراث من القهر.
- الرواية وتحرير المجتمع.
- الإبداع في تراث أبي حيان التوحيدي.
- الرواية وتحرير المجتمع.
- المجاوزة في تيار الحداثة في مصر بعد السبعينيات.
- السرديات الراهنة ثنائية الحرب والحياة تحولات الرؤية والتقنيات/ الدار المصرية اللبنانية.
- قضايا التنوير، الخصوصية المصرية/ هيئة قصور الثقافة.
- لأسباب أخرى تعتم النجوم / مجموعة قصصية، الهيئة العامة للكتاب.

## مؤلفات تحت الطبع
- هكذا روى جيل الستينيات.
- بين السرد ودراما ثقافة الصورة قضايا فنية.
- تقنيات السرد بين القصة القصيرة والرواية.

## الأنشطة العلمية والثقافية
- عضو لجنة القصة بالمجلس الأعلى للثقافة.
- عضو جمعية النقد الأدبي.
- عضو اللجنة العلمية لمؤتمر أدباء مصر لعامي 2018 – 2019.
- عضو لجان تحكيم جوائز الدولة التشجيعية والجوائز العربية الدولية.
- عضو اللجان العلمية للعديد من المؤتمرات الدولية والمحلية.
- شاركت في العديد من المؤتمرات والندوات المصرية والدولية.
- مقال أسبوعي بجريدة المصري اليوم.
- مقالات متنوعة في معظم المجلات الأدبية والثقافية في مصر والوطن العربي.
- المشاركة في مناقشة رسالة دكتوراة بعنوان: «المرأة في الرواية الخليجية، النسوية الجديدة» في معهد الدراسات العربية التابع لجامعة الدول العربية 7 يناير 2015.
- المشاركة في مناقشة رسالة دكتوراة بعنوان: «الشعر النسوي في الأندلس» في معهد الدراسات العربية التابع لجامعة الدول العربية في 13 مايو 2016.

## أبحاث تم تقديمها
- بحث بعنوان «يبقى من ابن خلدون فعل المجاوزة»، نوقش بالمجلس الأعلى للثقافة في ديسمبر 2006.
- بحث بعنوان «تداخل النصوص في القصيدة المعاصرة» ديوان: الشاعر والشيخ لحلمي سالم نموذجاً، نوقش في مؤتمر اللغة العربية كلية الآداب بجامعة الزقازيق 2009.
- بحث بعنوان «تحولات الصورة الشعرية في قصيدة ما بعد الحداثة»، نوقش ونشر في الملتقى الأول لقصيدة النثر مارس 2009.
- بحث بعنوان «جماليات الفوضى في الرواية المعاصرة»، نوقش بالمجلس الأعلى للثقافة في فبراير 2008.
- دراسة بعنوان المتراكم ينازع المتفرد في ديوان رباعية الفرح لمحمد عفيفي مطر، نشر بمجلة الرافد الإماراتية (إمارة الشارقة).
- دراسة بعنوان «جدلية الواقع والفن في مجموعة الكراسى الموسيقية» للاستاذ يوسف الشارونى، وقد نشرت بمجلة الرافد الإماراتية (إمارة الشارقة).
- بحث بعنوان التداخل التقني في الرواية المعاصرة بين الحداثة وما بعدها.
- الرواية والإعاقة في كل أسبوع يوم جمعة لإبراهيم عبد المجيد".
- المرأة ثورة لم تنجز في أدب نجيب محفوظ، الحرافيش نموذجا.
- تجليات البلاغة الجديدة في تحليل السرد المعاصر.
- النقد الأدبي وتحولاته في ثلاثة عقود.
- تقاطع النصوص السردية في بنية الرواية الجديدة رؤية نقدية تحليلية.
- السيرة الذاتية بين النص الأدبي والوثيقة الاجتماعية دراسة في سيسيولوجيا الأدب خارج المكان" لإدوارد سعيد أنموذجاً.
- الرواية والفنون، الفتى المتيم والمعلم لأليف شافاق أنموذجا.
- النص الروائي وثيقة إيديولوجية ــ سيسيولوجية حول رواية المنتقبة، نوقش هذا البحث ونشر في مؤتمر كلية الآداب جامعة المنيا.
- المرجعيات الثقافية للرواية المعاصرة.
- المزج بين الواقعية السحرية والفانتازيا في «أنا العالم».
- النبيذة" رؤية أصوات متواشجة تاريخ العراق الحديث.
- تراكب المستويات الفنية في تقنيات «طيور التاجي» لإسماعيل فهد إسماعيل نوقش في المؤتمر الدولي للرواية بالمجلس الأعلى للثقافة عام 2015.
- السيرة الذاتية فضاء المثاقفة.. ما بين الماهية والصيرورة بحث نوقش بالجامعة الكاثوليكية بميلان 2017.
- اللغة العربية والفنون الأخرى بحث نوقش بالجامعة الكاثوليكية بميلان 2018.
- المرأة والإبداع السردي بعد الثورات العربية والنزاعات الأخيرة بحث نوقش بالجامعة الكاثوليكية بميلان 2019.
- المرأة ثورة لم تنجز في أدب نجيب محفوظ، الحرافيش نموذجا دراسة نشرت بدورية نجيب محفوظ.
- السمات السينمائية في أدب نجيب محفوظ، الحرافيش نموذجا دراسة نشرت في دورية نجيب محفوظ التي تصدر من المجلس الأعلى للثقافة، ونشرت أيضا في ملحق الرأي الثقافي بالأردن في 7 مارس 2016.

## مشاريع ثقافية تم نشرها
- إستراتيجية إعادة تأهيل المدرس المصري ثقافيا، ولقد نوقش هذا المشروع في الصالون الثقافي العربي بعد أن قمت بعرض محاورة في 4 فبراير 2017 بالمجلس الأعلى للثقافة، كما قمت بنشره في جريدة أخبار الأدب في 23 ديسمبر 2016، كما نشر ملخص له بجريدة الأهرام.
- مشروع رؤية لإحياء وجه مصر الحضاري بعنوان مشروع نهضة مصر الثقافية والمعمارية، ولقد تم نشره في جريدة أخبار الأدب في أغسطس 2018.
- مشروع ومقترح بإصدار كتاب من جزئين أو ثلاثة يتضمن نماذج أدبية تمثل تيارات فنية مختلفة من ألوان السرد والشعر والمسرح ليوزع على الطلبة في سنوات الدراسة المختلفة وتدرس منه بعض المقترحات وتم عرضه على إدارة المجلس الأعلى للثقافة.

## المشاركات في لجان التحكيم للأعمال الإبداعية
- المشاركة في لجان تحكيم جوائز كتارا الدولية للرواية والسرد لدورتين متتاليتين.
- المشاركة في لجنة تحكيم جائزة محمود درويش الدولية للإبداع برئاسة د. فيصل دراج مشاركة مع مجموعة من المبدعين والنقاد المصريين والعرب لثلاث دورات متتالية لأعوام 2016، 2017، 2018.
- المشاركة في لجان تحكيم جوائز الدولة التشجيعية للرواية والمجموعات القصصية منذ 2013 حتى عام 2019.
- المشاركة في تقييم الأعمال الروائية والقصصية لنيل منح التفرغ في عام 2019.
- المشاركة في لجنة تحكيم القصة القصيرة لشباب الجامعات التي تقيمها وزارة الشباب والرياضة تحت عنوان «إبداع» لثلاث دورات متوالية، 2017، 2018، 2019، وتمت مناقشة تلك القصص علنا وعرضها على قنوات التليفزيون المصري.
- المشاركة في عام 2019 في لجنة تحكيم القصة القصيرة لمراكز الشباب والرياضة في المحافظات ولم يزل العمل قائما بها.
- المشاركة في لجنة تحكيم جريدة أخبار الأدب جائزة جمال الغيطاني للرواية وحضور احتفال توزيع الجوائز في أبريل 2018.
- المشاركة في لجان تجكيم مشاريع التخرج لطلبة قسم سيناريو بالمعهد العالي للسينيما لسنوات 2016، 2017، 2018.
- المشاركة في اللجنة العلمية لتحكيم الأبحاث المقدمة في مؤتمر أدباء مصر عام 2018، 2019

## مؤتمرات وفاعليات دولية
- المشاركة في مؤتمر ابن خلدون الدولي ببحث بعنوان «يبقى من ابن خلدون فعل المجاوزة»، ونوقش بالمجلس الأعلى للثقافة في ديسمبر 2006م
- المشاركة في المؤتمر الدولي للرواية الذي أقامه المجلس الأعلى للثقافة في فبراير 2008 ببحث بعنوان «جماليات الفوضى في الرواية المعاصرة».
- المشاركة في المؤتمر الدولي للرواية الذي أقامه المجلس الأعلى للثقافة ببحث بعنوان «الإنترنت وآليات السرد في نص في كل أسبوع يوم جمعة لإبراهيم عبد المجيد» في دورة عام 2010.
- شاركت في مؤتمر السرد بالشارقة بعنوان الرواية سيدة الأجناس الأدبية.
- شاركت ببحث بعنوان الثقافة في قبضة الرأسمالية مقدم إلى معرض الكتاب بالشارقة.
- شاركت ببحث بعنوان الصورة والخيال محفزا ودلالة في الثقافة العربية الإسلامية نوقش في مهرجان المسرح العربي بالشارقة.
- المشاركة في مهرجان المربد الشعري بالبصرة/ العراق في 28 ديسمبر 2014 بندوة حول تطور التيارات النقدية بالوطن العربي.
- شاركت لمدة أربعة مؤتمرات للغة العربية وآدابها في الجامعة الكاثوليكية بميلان الإيطالية بالمادة البحثية وحضور الفاعليات الثقافية الأخرى، عام 2015 بعنوان: العربية ومسارات التواصل مع الآخر، وفي عام 2016 علاقة اللغة العربية بالفنون الأخرى في عام 2017 تمازج الثقافات: العرب وأوروبا نموذجا، واقع متعدد وهموم إنسانية متعددة، في 2019 مؤتمر بعنوان شهرزاد خارج القصر.
- المشاركة في مؤتمر بكلية البنات جامعة البصرة بالاشتراك مع اتحاد كتاب البصرة / العراق وقد قدمت ورقتين بحثيتين على جلستين منفصلتين حول: السمات السردية عند الراحل الروائي الكويتي إسماعيل فهد إسماعيل، والروائية ميس العثمان في 26 يناير 2015.
- مناقشة مفتوحة في ندوة بمقر اتحاد كتاب البصرة حول كتابي «الرواية وتحرير المجتمع» الذي صدر عن الدار المصرية اللبنانية أكتوبر 2014، بحضور لفيف من مبدعي وأكاديمي العراق.
- المشاركة في ندوة نقدية حول تجربة يوسف زيدان الروائية في مدينة مراكش حيث الاحتفالية التي تقيمها جمعية منية مراكش للحفاظ على التراث العربي في يوليو 2015.
- المشاركة في مهرجان السماع الذي تقيمة جمعية منية مراكش بالمملكة المغربية بورقة بحثية حول تأثير الفلسفة الإسلامية وأثرها على الصورة عام 2016.
- المشاركة في مهرجان المربد بالبصرة في يناير من عام 2016 ببحث بعنوان:«قضايا شعرية معاصرة».
- المشاركة في اللجنة العلمية للملتقى الدولي السادس للرواية عام 2015 كذلك المشاركة ببحث حول تراكم مستويات التقنيات في الرواية المعاصرة في 16 مارس 2015.
- المشاركة في فاعليات مهرجان أصيلة بالمملكة المغربية في يوليو 2017 مع وفود من العرب والأجانب المبدعين والنقاد والتشكيلين.
- المشاركة في مؤتمر اللغة العربية وتداخل الحقول المعرفية بقسم اللغة العربية وآدابها بجامعة القاهرة ببحث بعنوان:" السيرة الذاتية بين النص الأدبي والوثيقة الاجتماعية.
- المشاركة في مهرجان اللغة العربية وآدابها تحت عنوان شهرزاد خارج القصر بالجامعة الكاثوليكية بمدينة ميلانو الإيطالية وتقديم ومناقشة بحث بعنوان: المرأة والإبداع السردي بعد الثورات العربية الأخيرة في مارس.2019

## ندوات أدبية ومقالات
- البناء السردي في رواية أدماتيوس الألماسى لسلوى بكر، ورقة بحثية نوقشت بأتيليه القاهر، ونشرت بمجلة إبداع 2007م.
- الغربة والنفط وتقنية المتوازيات في رواية العرس لفتحى إمبابى، ورقة بحثية نوقشت بأتيليه القاهرة 2007م.
- الذات المبدعة والقصة القصيرة نموذجاً سيدة القصر لغادة فاروق، نوقش بأتيليه القاهرة 2007م.
- فوضى وتداخل مستويات السرد في نبيذ أحمر لأمينة زيدان، نوقشت بأتيليه القاهرة، ونشرت بمجلة المحيط الثقافى 2007م.
- تقنيات السرد المتجاورة في رواية «حرمتان ومحرم» لصبحى فحماوى، نوقشت بنادي القصة المصرية 2007م.
- آليات القص في مواقيت الصمت لخليل جيزاوي، نوقشت بنادي القصة المصرية  2007م  ونشرت بمجلة أدب ونقد.
- بحث بعنوان: بين الرواية والسيرة الذاتية «المفتون» لفؤاد قنديل، نشر الجامعة الأمريكية، نوقش في ندوة آدب ونقد بحزب التجمع، ونشر بجريدة أخبار الأدب 2008م.
- بحث بعنوان: تكسر الدلالات اليقينية في ديوان هو «تقريباً متأكد» للشاعر/ أشرف عامر، نوقش بأتيلية القاهرة 2008م.
- بحث بعنوان: الذاتية وتقنيات القصة القصيرة نموذجاً «كل شيء محتمل في المساء»، نوقش بأتيلية القاهرة، ونشر بجريدة البديل 2008م.
- سرد الومضة في رواية «وصمة الفصام» للكاتب حسين عبد الجواد، نوقش في ندوة أدب ونقد بحزب التجمع 2008م.
- شعرية الأشياء في ديوان «الفجوة في شكلها الأخير» لعاطف عبد العزيز، نوقش بندوة مجلة شعر، نشر بمجلة الثقافة الجديدة 2009م.
- السرد الدائري في رواية «أحمر خفيف» لوحيد الطويلة، نوقش بأتيلية القاهرة، نشر بجريدة القدس العربي - لندن 2009م.
- الرؤية والتشكيل في رواية «سَلاّم» دراسة نوقشت بندوة الأهرام، ونشرت بجريدة القاهرة 2009.
- ظلال العلاقات الهاربة في ديوان «تحريك الأيدي» للشاعر/ عيد عبد الحليم، نوقش بورشة الزيتون، نشر بمجلة الهلال 2008م.
- دراسة الجسد والتعددية في رواية مأوى الروح للروائي/ محمد عبد السلام العمري، نوقشت بندوة نادي القصة، نشرت بمجلة أدب ونقد 2009م.
- دراسة بعنوان جدلية الانفصال والاتصال  في مجموعة سوق الجمعة لفؤاد قنديل، نوقشت بنادي القصة، نشرت بمجلة الراي الكويتية 2009م.
- الفصحى وطبيعة التجربة في ديوان «مازلت أسألها الوصال» للشاعر/ محمود الشاذلي، نوقشت بالمجلس الأعلى للثقافة 2009م .
- بنية الاتصال والانفصال في رواية قسمة الغرماء ليوسف القعيد. دراسة قدمت في صالون الدكتور تليمة 2009 ونشرت بأخبار الأدب 2010.
- نقاد موسم الهجرة للشمال. بحث قدم في الاحتفال بمرور سنة على رحيل الطيب صالح. المجلس الأعلى للثقافة فبراير 2010.
- المشاركة في مؤتمر أقامه المجلس الأعلى للثقافة للراحل الدكتور شكري عياد وتقديم ورقة بحثية عن الحداثة وتجلياتها في منجز شكري عياد.
- منطق التاريخ وسردية تلك الأيام لفتحى غانم نوقش في مؤتمر فتحى غانم بالمجلس الأعلى للثقافة. 2010.
- جدل العلاقة بين القصة القصيرة والنص الروائى. بحث قدم في مؤتمر القصة القصيرة الأول. المجلس الأعلى للثقافة. مصر 2009.
- القعيد مبدع نحته النيل. شهادة قدمت بدار الكتب المصرية 2009.
- بحث بعنوان «تداخل النصوص في القصيدة المعاصرة» ديوان: الشاعر والشيخ  لحلمي سالم نموذجاً، نوقش في مؤتمر اللغة العربية كلية الآداب بجامعة الزقازيق 2009م.
- بحث بعنوان «تحولات الصورة الشعرية في قصيدة ما بعد الحداثة»، نوقش ونشر في الملتقى الأول لقصيدة النثر مارس 2009م.
- تقاطعات قصيدة النثر ما بين الحداثة وما بعدها. ديوان الكتابة فوق الجدران لعبد العزيز موافى. بحث قدم للملتقى الثانى لقصيدة النثر 2010.
- ندوة لمناقشة كتابي الرواية وتحرير المجتمع في المجلس الأعلى للثقافة بحضور الأستاذ الدكتور: شاكر عبد الحميد والأستاذ الدكتور: صلاح فضل وزمرة من المبدعين والنقاد يناير 2015.
- مناقشة رواية «ذاكرة الجدران» للكاتبة إقبال بركة في ندوة بالمجلس الأعلى للثقافة بصحبة الأستاذ الدكتور عبد المنعم تليمة في 11 يوليو 2015.
- المشاركة في ندوة تأبين أقامتها الهيئة المصرية العامة للكتاب في وفاة الكاتب والروائي جمال الغيطاني يوم 19 أكتوبر 2015.
- المشاركة في ندوة نقاد في ميزان النقد بالجامعة الأمريكية في 28 نوفمبر 2015.
- المشاركة في احتفال دار الأوبرا المصرية بعيد ميلاد نجيب محفوظ ال 104, ولقد قدمت ورقة نقدية حول رواية ليالي ألف ليلة وليلة في حضور عائلته في ندوة بتاريخ 12 ديسمبر 2015.
- مناقشة رواية شوق المستهام للروائية سلوى بكر في المجلس الأعلى للثقافة في ندوة بتاريخ 8 مارس 2016.
- المشاركة في ندوة بورشة الزيتون لمناقشة المجموعة القصصية شبح طائرة ورقية في ديسمبر عام 2015.
- الإشراف الفني وإدارة صالون نجيب محفوظ أحد الفاعليات الثقافية التي تشرف عليها لجنة القصة بالمجلس الأعلى للثقافة لأكثر من أربعة سنوات متتالية، ومناقشة عدد من القضايا ضمنه ولقد كان منها ندوة أحفاد نجيب محفوظ التأثير والتأثر، ندوة حرية الإبداع، ندوة خصائص الكتابة النسوية.
- المشاركة في ملف بعنوان القصة القصيرة عربيا.. مابين الغياب والتغييب في 14 فبراير 2017.
- المشاركة في فاعليات مؤتمر جماليات الكتابة الجديدة تحت رعاية الجمعية المصرية للنقد الأدبي وجامعة عين شمس وكانت ورقتي البحثية بعنوان الرواية والفنون «الفتى المتيم والمعلم لأليف شافاق نموذجا» 16 فبراير 2017.
- ورقة بحثية بعنوان إسهامات نقدية وإشكالات في كتاب:"بلاغة الخطاب وعلم النص للناقد الدكتور صلاح فضل دراسة نوقشت بندوة الجامعة الأمريكية في فبراير 2017.
- المشاركة في ندوة بجريدة الأخبار حول المرأة المصرية الواقع والمأمول بصحبة د. هدى بدران ود. هبة قطب في 12 مارس 2017.
- المشاركة في الاحتفالية التي أقامها معهد الدراسات العربية بمدريد في تأبين الأستاذ جمال الغيطاني وشاركت بورقة بحثية بعنوان السمات الفنية الخاصة بإبداعات جمال الغيطاني السردية في مايو 2017.
- مناقشة رواية شغف لرشا العادلي في بيت السناري بالمشاركة مع لجنة القصة بالمجلس الأعلى للثقافة في حضور حشد جماهيري والمبدعين والنقاد 15 مارس 2018.
- المشاركة في تحقيق أجرته أخبار الأدب حول ظاهرة الأجيال في الأدب ونشر في أبريل 2018.
- مناقشة المجموعة القصصية شهيق طويل قبل أن ينتهي كل شيء في دار الكتب خان في حضور القاص الأردني وزمرة من المبدعين والنقاد المصريين والعرب.
- المشاركة في الندوة التي أقامتها جريدة الأخبار المسائي مع الأستاذ الدكتور طارق شوقي وزير التربية والتعليم لعرض ومناقشة مشروع مصر الأهم (خطة مشروع إصلاح التعليم المصري) وفي هذه الندوة تقدمت للوزير بمشروع إعادة تأهيل المدرس المصري ثقافيا .
- ندوة لطلبة الدراسات العليا في المعهد العالي للسينيما حول اتجاهات الرواية المعاصرة رواية أنا العالم نموذجا للروائي هاني عبد المريد واستضافة الكاتب وإجراء حوار مفتوح له مع الطلبة في نوفمبر 2018.
- المشاركة في معرض القاهرة للكتاب في 28 يناير 2018 في ندوة بعنوان «نجيب محفوظ 30 سنة على نوبل».
- مناقشة المجموعة القصصية «رؤى المدينة المقدسة» للقاصة أميمة صبحي في معرض الكتاب في فبراير 2019.
- المشاركة في تقرير حول ندرة أدب الرحلات في الأدب العربي في مارس 2019 ولقد نشر بمجلة العربي.
- إدارة أولى جلسات مؤتمر «أثر ثورة 1919 على الآداب والفنون» وقد شرفت بصحبة الأستاذ الدكتور شاكر عبد الحميد والأستاذ طارق الطاهر ولفيف من أساتذة الأكاديمية وضيوفها.
- ندوة بجامعة حلوان لمناقشة رواية «محاولة الإيقاع بشبح» للروائي هاني عبد المريد في مارس 2019.
- المشاركة في اللجنة العلمية وتقييم البحوث المقدمة في مؤتمر أكاديمية الفنون تحت عنوان الأدب والفنون الإفريقية 2019.
- المشاركة في احتفالية المجلس الأعلى للثقافة الخاصة بتكريم الكاتبات والمبدعات المصريات ولقد شاركت ببحث بعنوان: «الرواية والنسوية السمات الفنية» أبريل 2019.
- المشاركة ضمن فاعليات ملتقى القاهرة الدولي السابع للإبداع الروائي العربي ولقد قمت بعرض ومناقشة بحث بعنوان: تقاطع النصوص السردية في بنية الرواية الجديدة (أولاد جيتو لإلياس خوري، وشغف لرشا العدلي)
- المشاركة في مؤتمر «الأدب وقضايا الوطن» بجامعة طنطا وإلقاء بكلمة الافتتاح للباحثين المشاركين، كما شاركت ببحث بعنوان السرد النفسي في رواية امرأة ما للروائية هالة البدري في مايو 2019.
- المشاركة في ندوة متحف نجيب محفوظ حول كتاب «نجيب محفوظ بختم النسر» في 1 سبتمبر 2019.

## مؤسسات نشرت فيها أعمالها
- جريدة الأهرام.
- جريدة القاهرة.
- جريدة أخبار الأدب.
- مجلة الرافد – الشارقة.
- مجلة نزوى – سلطنة عمان.
- مجلة الهلال – القاهرة.
- مجلة أدب ونقد – القاهرة.
- مجلة وجهات نظر – القاهرة.
- مجلة الشعر – القاهرة.
- دورية نجيب محفوظ.
- دورية الرواية بالقاهرة.
- مجلة أوراق فلسفية.
- مجلة الإذاعة والتلفزيون.
- الحوار المتمدن

## شاركت في ندوات ومؤتمرات بالجهات الآتية
- المجلس الأعلى للثقافة.
- نادى القصة.
- ورشة الزيتون الإبداعية.
- ملتقى الشعر.
- نقابة الصحفيين.
- المنتدى الثقافى للدكتور عبد المنعم تليمة.
- اتحاد الكتاب.
- جمعية محبى الفنون الجميلة بجاردن سيتى.

## الأنشطة الثقافية
للكاتبة مقال أسبوعي بجريدة المصري اليوم، ومقال أسبوعي بمجلة الإذاعة والتلفزيون ونشر منها:
- وكلاء الله علي أرض مصر
- مؤامرة علي الثقافة المصرية
- مهجة وهنادي نسخة 2013
- محمد المصري
- محددات المشهد الراهن
- ليال .. تتحدي النقاب
- لأنك يا مصر تستحقين..
- في مسألة عقلية الرئيس «محمد مرسي»
- أنا استمارة تمرد
- طموحات استمارة تمرد
- روضة هندسة القاهرة
- رسائل إلي الفريق السيسي"1"،"2"،"3"
- بعقلية رجل أمن
- المرأة والقهر المضاعف
- المادة الثانية في الدستور
- الفانتازيا والذائقة المعاصرة
- العيد ودموع في المآقي
- الحدود والمعاصرة
- التنازلات تبدأ تباعا
- البوابة الذهبية للأنوثة
- الإله في كتاب النحات
- الإعاقة بين الواقعية والفانتازيا
- أشياء برع فيها الإخوان